# Dictyophara picta
Dictyophara picta är en insektsart som beskrevs av Walker 1858. Dictyophara picta ingår i släktet Dictyophara och familjen Dictyopharidae. Inga underarter finns listade i Catalogue of Life.